# Transferências populacionais na União Soviética
As transferência populacionais na União Soviética ocorreram durante o governo stalinista de Josef Stalin (1922-1953) e podem ser classificadas nas seguintes categorias gerais: deportações de categorias populacionais "anti-soviéticas", muitas vezes classificados como "inimigos dos trabalhadores"; deportações de nacionalidades inteiras, transferências de mão-de-obra, e migrações organizadas em direções opostas para preencher territórios etnicamente "limpos" (prática de "limpeza étnica").
Na maioria dos casos, os seus destinos foram áreas remotas não-povoadas. Isto inclui a deportação para a União Soviética de cidadãos não-soviéticos de países fora da URSS. Estima-se que, na sua totalidade, as migrações forçadas internas afetaram cerca de 18 milhões de pessoas. Destes, cerca de 1.7 a 3 milhões morreram como resultado.

## Cronologia
| Data da transferência            | Grupo Alvo                                                                             | Números aproximados | Local de residência inicial                                                                                             | Destino de transferência                                                                                              | Motivos declarados para a transferência                                                                  |
| -------------------------------- | -------------------------------------------------------------------------------------- | ------------------- | --- | --- | --- |
| Abril de 1920                    | Cossacos, Cossacos do Terek                                                            | 45000               | Cáucaso do Norte | República Socialista Soviética da Ucrânia, norte da RSFS da Rússia                                                    | "Decossaquização", parando colonização russa do Cáucaso do Norte                                         |
| 1921                             | Cossacos, Cossacos do Semirechye                                                       |                     | Semirechye | Extremo Norte, a campos de concentração                                                                               | "Descossaquização", parando a colonização russa do Turquestão                                            |
| Setembro de 1922                 | "Elementos socialmente perigosos"                                                      | 18000               | regiões fronteiriças ocidentais da Ucrânia e Bielorrússia                                                               | Sibéria Ocidental, Extremo Oriente                                                                                    | ameaça social                                                                                            |
| 1930-1936                        | Kulaks                                                                                 | 2323000             | "Regiões de coletivização total", a maioria da Rússia, Ucrânia, e outras regiões                                        | Norte da República Socialista Federativa Soviética da Rússia, Urais, Sibéria, Ciscaucásia, RSS Cazaque, RSS Quirguiz  | Coletivização forçada                                                                                    |
| Novembro-Dezembro de 1932        | Camponeses                                                                             | 45000               | Krai de Krasnodar (Rússia)                                                                                              | Norte da Rússia | Sabotagem                                                                                                |
| 1933                             | Nómades do Cazaquistão                                                                 | 200000              | RSS Cazaque | China, Mongólia, Irã, Afeganistão, Turquia                                                                            | |
| Fevereiro-maio de 1935           | finlandeses ingrianos                                                                  | 30000               | Óblast de Leningrado (Rússia)                                                                                           | Oblast de Vologda, Sibéria Ocidental, RSS Cazaque, RSS Tadjique                                                       | |
| Fevereiro-Março de 1935          | alemães da Rússia, poloneses                                                           | 412000              | Região Central e Ocidental da RSS da Ucrânia                                                                            | Região Oriental da RSS da Ucrânia                                                                                     | |
| Maio de 1935                     | alemães da Rússia, polacos                                                             | 45000               | As regiões fronteiriças da RSS da Ucrânia                                                                               | RSS Cazaque | |
| Julho de 1937                    | curdos                                                                                 | 2000                | As regiões fronteiriças da RSS da Geórgia, RSS do Azerbaijão, RSS da Armênia, RSS Turcomena, RSS Uzbeque e RSS Tadjique | RSS Cazaque, RSS Quirguiz                                                                                             | |
| Setembro-outubro de 1937         | Koryo-saram                                                                            | 172000              | Extremo Oriente | Norte da RSS Cazaque, RSS Uzbeque                                                                                     | |
| Setembro-outubro de 1937         | chineses, russos Harbin                                                                | 9000                | Sul do Extremo Oriente                                                                                                  | RSS Cazaque, RSS Uzbeque                                                                                              | |
| 1938                             | judeus Persas                                                                          | 6000                | Província de Mary (RSS Turcomena)                                                                                       | áreas desertas do norte da RSS Turcomena                                                                              | |
| Janeiro de 1938                  | Azeris, persas, curdos, assírios                                                       | N / A               | RSS do Azerbaijão | RSS Cazaque | cidadãos do Irã                                                                                          |
| Fevereiro-Junho de 1940          | Poloneses (incluindo os refugiados a partir de Polónia)                                | 276000              | RSS da Ucrânia ocidental, RSS da Bielorrússia ocidental                                                                 | Norte da RSFS da Rússia, Urais, Sibéria, RSS Cazaque, RSS Uzbeque                                                     | |
| Julho de 1940                    | "Estrangeiros" / "Outras etnias"                                                       | N / A               | Oblast de Murmansk (Rússia)                                                                                             | RSS Carelo-Finlandesa e Krai de Altai (Rússia)                                                                        | |
| Maio-Junho de 1941               | "Contra-revolucionários e nacionalistas"                                               | 107000              | RSS da Ucrânia, RSS da Bielorrússia, RSS da Moldávia, RSS da Estônia, RSS da Letônia, RSS da Lituânia                   | Sibéria, Kirov (República Socialista Federativa Soviética da Rússia), República de Komi (RSFS da Rússia), RSS Cazaque | |
| Setembro de 1941 - Março de 1942 | Alemães da Rússia                                                                      | Mais de 780.000     | Alemães do Volga, os alemães do Cáucaso, Alemães da Crimeia, Ucrânia, Moscou, Rússia central                            | Cazaquistão, Sibéria                                                                                                  | |
| Setembro de 1941                 | finlandeses ingrianos, Alemães da Rússia                                               | 91000               | Oblast de Leningrado (Rússia)                                                                                           | Cazaquistão, Sibéria, Oblast de Astracã (Rússia), Extremo Oriente                                                     | |
| 1942                             | finlandeses ingrianos                                                                  | 9000                | Oblast de Leningrado (Rússia)                                                                                           | Sibéria Oriental, Extremo Oriente                                                                                     | |
| Abril de 1942                    | Gregos, Romenos, etc                                                                   | N / A               | Crimeia, Cáucaso do Norte                                                                                               | N / A | |
| Junho de 1942                    | alemães da Rússia, Romenos, Tártaros da Crimeia, gregos, com nacionalidade estrangeira | N / A               | Krai de Krasnodar (Rússia)                                                                                              | N / A | |
| Agosto de 1943                   | carachais                                                                              | 70500               | Carachai-Circássia | Cazaquistão, Quirguistão, outros                                                                                      | banditismo, outros                                                                                       |
| Dezembro de 1943                 | Calmucos                                                                               | 93000               | Calmúquia | Cazaquistão, Sibéria                                                                                                  | |
| Fevereiro de 1944                | Chechenos, Inguchétios, balcarios                                                      | 522000              | Ciscaucásia | Cazaquistão, Quirguistão                                                                                              | insurgência na Chechênia de 1940-1944                                                                    |
| Fevereiro de 1944                | Calmucos                                                                               | 3000                | Oblast de Rostov (Rússia)                                                                                               | Sibéria | |
| Março de 1944                    | Curdos, Azeris                                                                         | 3000                | Tbilisi (Geórgia) | Sul da Geórgia | |
| Maio de 1944                     | Balcários                                                                              | 100                 | Norte da Geórgia | Cazaquistão, Quirguistão                                                                                              | |
| Maio de 1944                     | Tártaros da Crimeia                                                                    | 1000000             | Crimeia | Uzbequistão | |
| Maio-junho de 1944               | Gregos, Bulgária, Armênios, Turcos                                                     | 42000               | Crimeia | Uzbequistão (?) | |
| Maio-julho de 1944               | Calmucos                                                                               | 26000               | Nordeste | Rússia Central, Ucrânia                                                                                               | |
| Junho de 1944                    | Calmucos                                                                               | 1,000               | Oblast de Volgogrado (Rússia)                                                                                           | Óblast de Sverdlovsk (Rússia)                                                                                         | |
| Junho de 1944                    | Cabardinos                                                                             | 2,000               | Cabárdia-Balcária | Sul do Cazaquistão | Colaboração com os nazistas                                                                              |
| Julho de 1944                    | adeptos da Verdadeira Igreja Ortodoxa Russa                                            | 1,000               | Rússia Central | Sibéria | |
| Agosto-Setembro de 1944          | Poloneses                                                                              | 30000               | Montes Urais, Sibéria, Cazaquistão                                                                                      | Ucrânia, a parte europeia da Rússia                                                                                   | |
| Novembro de 1944                 | turcos Mesquécios, curdos, Hamshenis, Carapapaquess                                    | 92000               | Sudoeste da Geórgia | Uzbequistão, Cazaquistão, Quirguistão                                                                                 | |
| Novembro de 1944                 | Lazes e outros habitantes da zona fronteiriça                                          | 1,000               | Ajária (Geórgia) | Uzbequistão, Cazaquistão, Quirguistão                                                                                 | |
| Dezembro de 1944                 | Os membros da famílias Volksdeutsche                                                   | 1,000               | Mineralnye Vody (Rússia)                                                                                                | Sibéria (de acordo com outras fontes Tajiquistão)                                                                     | Colaboração com os nazistas                                                                              |
| Janeiro de 1945                  | "Traidores e colaboradores"                                                            | 2,000               | Mineralnye Vody (Rússia)                                                                                                | Tajiquistão | Colaboração com os nazistas                                                                              |
| Maio de 1948                     | Kulaks                                                                                 | 49000               | Lituânia | Sibéria Oriental | Banditismo                                                                                               |
| Junho de 1948                    | Gregos, armênios                                                                       | 58000               | O Mar Negro costa da Rússia                                                                                             | Sul do Cazaquistão | Para os arménios: adesão ao partido nacionalista Dashnaktsutiun                                          |
| Junho de 1948                    | "Parasitas" ( "тунеядцы")                                                              | 16000               | N / A | N / A | "Parasitismo social"                                                                                     |
| Outubro de 1948                  | Kulaks                                                                                 | 1,000               | Oblast de Izmail (Ucrânia)                                                                                              | Sibéria Ocidental | |
| Março de 1949                    | Kulaks                                                                                 | 94000               | Letónia, Lituânia, Estónia                                                                                              | Sibéria, Extremo Oriente                                                                                              | Banditismo                                                                                               |
| Maio-Junho de 1949               | Armênios, Turcos, gregos                                                               | N / A               | O Mar Negro costa (Rússia), Transcaucásia                                                                               | Sul do Cazaquistão | Composição do Partido nacionalista Dashnaktsutiun (arménios), gregos ou turcos cidadãos (gregos), outros |
| Julho de 1949 - Maio de 1952     | Kulaks                                                                                 | 78400               | Moldávia, os Países Bálticos, Bielorrússia ocidental, Ucrânia ocidental, Oblast de Pskov (Rússia)                       | Sibéria, Cazaquistão, Extremo Oriente                                                                                 | Banditismo, outros                                                                                       |
| Março de 1951                    | Basmachis                                                                              | 3000                | Tajiquistão | Norte do Cazaquistão                                                                                                  | Revolta dos Basmachi                                                                                     |
| Abril de 1951                    | Testemunhas de Jeová                                                                   | 3000                | Moldávia | Sibéria Ocidental | |